# Championnats de Hongrie d'escrime 1902
Navigation
Édition précédente Édition suivante
Les championnats de Hongrie d'escrime 1902 ont lieu les 25 avril et 27 avril 1902 à Budapest. Ce sont les troisièmes championnats d'escrime en Hongrie. Ils sont organisés par la MVSz.
Les championnats comportent seulement deux épreuves, le fleuret masculin et le sabre masculin.

## Classements
| Épreuves          | Or                 | Argent                     | Bronze                      |
| ----------------- | ------------------ | -------------------------- | --------------------------- |
| Fleuret           |                    |                            |                             |
| Hommes individuel | Ervin Mészáros MAC | Dezső Lestyánszky Arlow VC | Kálmán Koós Wiener Neustadt |
| Sabre             |                    |                            |                             |
| Hommes individuel | Béla Békessy MAC   | Béla Nagy Wesselényi VC    | Géza Krencsey Wesselényi VC |